# Arthur Kistenmacher
Arthur Paul Albert Kistenmacher (* 28. Juni 1882 in Stettin; † 8. August 1965 in Berlin) war ein deutscher Opernsänger (Tenor), Musikpädagoge, Komponist sowie Schauspieler bei Bühne und Film.

## Leben und Wirken
Der Sohn eines Großkaufmanns studierte in den ersten Jahren des 20. Jahrhunderts Gesang in Freiburg im Breisgau und reiste daraufhin durch Europa. 1905 war Kistenmacher Begleiter Pablo de Sarasates und Theodor Bertrams bei den Bayreuther Festspielen, in Italien wirkte der Deutsche 1907/08 als Korrepetitor Enrico Carusos. Wieder daheim, begann Arthur Kistenmacher seine künstlerische Laufbahn 1909 mit der Rolle des David in Die Meistersinger von Nürnberg an der Oper des Zürcher Stadttheaters, wo er mehrere Jahre blieb. Konzertreisen führten Kistenmacher in die Schweiz, nach Italien und Frankreich. Ab 1910 wirkte er als Lyrischer Tenor in Osnabrück und Luzern, weitere Verpflichtungen führten den Sänger an die Mailänder Scala und an die New Yorker Metropolitan Opera. Wieder daheim in Deutschland sah und hörte man den Opernsänger in Weimar, Hamburg und Bremen.
Zwischen 1918 und 1921 übernahm Arthur Kistenmacher norddeutsche Intendanzen auf Norderney sowie in Wilhelmshaven, Lüdenscheid und Emden. Schließlich ereilte Kistenmacher 1921 ein Ruf an die Hofoper Berlin. Er blieb in der Reichshauptstadt und wurde als Erster Tenor Ensemblemitglied des Metropol-Theaters, wo man ihn auch als Komponist und Gesangspädagoge beschäftigte. Auf diese Weise kam Kistenmacher 1922 auch erstmals mit dem (damals noch stummen) Film in Kontakt und wirkte an der Seite von Asta Nielsen in dem Künstlerdrama Der Absturz mit. Trotzdem blieben auch fortan die Bühnenbretter Kistenmachers bevorzugtes Betätigungsfeld, und Auftritte vor der Kamera, wo er kaum mehr als unbedeutende Chargen spielte, besaßen eher Seltenheitswert. Bedeutende Bühnen-/Opernrollen Kistenmachers waren unter anderem der Prinz Boris in “Der Gauklerkönig”, der Prinz Radjami in “Die Bajadere” und der Oberst Tschernitscheff in “Die Abenteurerin”.
Zum 1. April 1933 trat er der NSDAP bei (Mitgliedsnummer 1.670.061).

## Filmografie
- 1922: Der Absturz
- 1930: Brand in der Oper
- 1937: Die Fledermaus
- 1937: Gabriele eins, zwei, drei
- 1952: Postlagernd Turteltaube
- 1953: Die Stärkere
- 1961: Elisabeth von England (Fernsehfilm)